# 東京都立砧工業高等学校
東京都立砧工業高等学校（とうきょうとりつ きぬたこうぎょうこうとうがっこう　略称：砧工（きぬこう）・砧工業（きぬたこうぎょう））は、かつて東京都世田谷区岡本にあった都立工業高等学校。
二子玉川と成城学園前のほぼ中間にあり、城南地域（23区の皇居より南側の地域）の他、町田地域在住の生徒が通学していた。

## 概要
学科は3つ設置されており、一般の授業の他に各学科で独自の実験の授業があった。
砧工業高校は、東京都による都立高校改革推進計画に基づき、2008年（平成20年）4月に東京都立玉川高等学校と合併し、東京都立世田谷総合高等学校に再編されるため、2007年（平成19年）3月2日に廃止された。
後継校の世田谷総合高等学校は、砧工業高校の敷地に新設されている。

## 進路
卒業生のうち8割は就職していた。中小企業から大手企業への就職口が開けている、大手一部上場企業へ就職する学生もいる。他の生徒は専門学校や、指定校推薦などで大学に進学する。

## 設置されていた学科
- 機械科（A組・B組）

独自の工場を持ち、旋盤、フライス、マシニングセンター、アーク溶接施設など機械技術を学ぶ施設が整っていた。
- 電子技術科（C組）

実習用にロボットやコンピュータの施設が整っていた。2年生の実習では8ビットのワンボードマイコンの実習があった。また授業とは別に、2000年度より第二種電気工事士の免許取得の演習と実技を組み合わせた講習会を、授業前の朝と放課後に開講していた。年度により異なるが、毎年ほぼ半数以上が免許を取得していた。
- 化学工学科（D・E組）

都立高校では唯一、化学工学科が設置されていた。実習設備が整った専用校舎を持っていた。実習班ごとに分野別コースに分かれ、3年間で10分野以上の実習を行っていた。実習とは別に課題研究、製図、CAD、実習レポートをパソコンを使用してプレゼンなどが行われていた。危険物取扱者や計算技術検定などの国家資格を取得している生徒も多かった。

## アクセス
- 東急田園都市線、大井町線二子玉川駅から徒歩15分。
- 小田急小田原線成城学園前駅から二子玉川駅行きのバスに乗り、砧工業高校停留所で下車、所要時間は15分～25分（渋滞状況にもよる）

## 沿革
- 1962年12月1日 - 東京都世田谷区岡本2-9-1に、全日制工業高校として東京都立砧工業高等学校が創設。
- 1963年 - 第1期生が入学する。
- 2003年 - 最後の新入生である第40期生が入学する。
- 2004年 - 東京都立玉川高等学校との統合合併に向けて募集停止となる。在校生が2年生と3年生のみとなる。
- 2005年 - 合併統合に向け、校舎の一部の解体と建設が始まる。
- 2006年11月18日 - 最後の文化祭である砧工祭が開催された。
- 2007年3月3日 - 最後の卒業式・閉校式。44年の歴史に幕を下ろした。
- 2008年4月 - 跡地に東京都立世田谷総合高等学校が開校。

## 著名な出身者
- 佐藤仁哉（俳優）